# Puig Pelegrí (Cadaqués)
El Puig Pelegrí és una muntanya de 129 metres que es troba al municipi de Cadaqués, a la comarca catalana de l'Alt Empordà.